# Lê Minh Vụ
Lê Minh Vụ (sinh ngày 28 tháng 10 năm 1949) là một sĩ quan cao cấp của Quân đội nhân dân Việt Nam, hàm Trung tướng, nguyên Giám đốc Học viện Chính trị. Ngoài ra, ông còn là một Phó Giáo sư, Tiến sĩ, Nhà giáo Nhân dân.

## Tiểu sử
Lê Minh Vụ sinh ngày 28 tháng 10 năm 1949 tại xóm Toán Thành, xã Thiệu Toán, huyện Thiệu Hóa, tỉnh Thanh Hóa. Tháng 4 năm 1969, ông được kết nạp vào Đảng Cộng sản Việt Nam và chính thức nhập ngũ một năm sau đó. Từ năm 1970 đến 1973, ông tham gia chiến đấu tại chiến trường Quảng Trị, đặc biệt là Trận Thành cổ Quảng Trị với vai trò chính trị viên Đại đội 2, thuộc Tiểu đoàn 1, Trung đoàn 48. Năm 1973, ông được cử đi học tại Học viện Chính trị và được giữ lại trường làm giáo viên sau khi tốt nghiệp. Khi công tác tại trường, ông lần lượt trải qua các vị trí: tổ trưởng bộ môn, phó chủ nhiệm và chủ nhiệm khoa, trưởng phòng đào tạo, phó giám đốc rồi giám đốc Học viện khi vẫn mang quân hàm Đại tá.
Năm 1994, ông được trao danh hiệu Nhà giáo Ưu tú. Chỉ một năm sau, ông bảo vệ thành công luận án Tiến sĩ. Đến năm 2002, ông được phong học hàm Phó Giáo sư và danh hiệu Nhà giáo Nhân dân. Khoảng năm 2003, ông được phong hàm Thiếu tướng và đến năm 2006 thì thăng hàm Trung tướng. Ngày 28 tháng 4 năm 2008, ông được trao Bằng khen của Thủ tướng Chính phủ. Ngoài công việc chính, ông còn viết bài cho Tạp chí Quốc phòng toàn dân, Tạp chí Tâm lý học và xuất bản nhiều tác phẩm liên quan đến quân đội cũng như Học viện chính trị.

## Lịch sử phong quân hàm
| Năm thụ phong |        | 2003        | 2006        |
| ------------- | ------ | ----------- | ----------- |
| Cấp bậc       | Đại tá | Thiếu tướng | Trung tướng |

## Tác phẩm
- Lê Minh Vụ (2006). Chuẩn bị và động viên chính trị-tinh thần của nhân dân và quân đội nhằm đánh thắng chiến tranh xâm lược kiểu mới của địch. Hà Nội: Nhà xuất bản Quân đội nhân dân. OCLC 505276791.
- ————— (2008). Học thuyết Mác và con đường cách mạng Việt Nam. Hà Nội: Nhà xuất bản Chính trị quốc gia. OCLC 1039089770.
- —————; Nguyễn Tiến Quốc (2009). Di chúc của chủ tịch Hồ Chí Minh giá trị lịch sử và hiện thực. Hà Nội: Nhà xuất bản Quân đội nhân dân. OCLC 503575584.
- ————— (2009). Phòng, chống "diễn biến hòa bình" ở Việt Nam: những vấn đề lý luận và thực tiễn. Hà Nội: Nhà xuất bản Chính trị quốc gia. OCLC 496285262.